# Guerra na Somália (2006–2009)
Guerra na Somália ou intervenção etíope na Somália foi um conflito armado envolvendo forças da Etiópia e do Governo Federal de Transição somaliano (GFT) e as tropas somalis de Puntlândia contra a "organização guarda-chuva" islamista somaliana, a União das Cortes Islâmicas (UCI), aliada a outras milícias, disputando o controle do país. 

## Antecedentes
Em fevereiro de 2006, os senhores da guerra se aliaram em Mogadíscio na Aliança para a Restauração da Paz e Contra o Terrorismo, apoiada por Washington, para lutar contra a União dos Tribunais Islâmicos. As duas coalizões rivais travaram uma batalha em Mogadíscio no mesmo ano. Em junho de 2006, os tribunais islâmicos tomaram a capital e o último bastião da aliança dos senhores da guerra, Jowhar, a 90 km de distância.
Depois de um acordo alcançado entre as instituições federais transitórias e a União dos Tribunais Islâmicos em Cartum, em setembro de 2006, a situação piorou. Em 9 de outubro de 2006, os tribunais islâmicos declararam "guerra santa" contra o governo e a Etiópia, acusados de interferência militar. A partir de novembro, a ruptura é consumada entre as Cortes Islâmicas e as instituições transitórias federais. Puntland, que foi atingida pelo tsunami de dezembro de 2004 e presidida desde 2004 por Mohamud Muse Hersi (também conhecido por “Adde”), enfrenta uma ofensiva dos Tribunais Islâmicos, que foi reprimida com sucesso.
No início de dezembro, o Conselho de Segurança das Nações Unidas autorizou o envio de uma força de paz, composta por 8 000 homens, sob a égide da União Africana (resolução 1725).
Em 24 de dezembro de 2006, o primeiro-ministro da Etiópia, Meles Zenawi, anunciou que seu país estava em guerra contra os islamistas somalis, formalizando a intervenção já em andamento há várias semanas.

### Prelúdio da intervenção militar etíope
As tropas etíopes entraram em território somali em 20 de julho de 2006.
Em 9 de outubro, foi relatado que tropas etíopes tomaram Burhakaba. Outra fonte indicou que o controle etíope era um comboio para passagem de tropas. Os islamistas afirmaram que a cidade voltou ao seu controle depois que os etíopes partiram.
Uma coluna etíope de oitenta veículos foi atingida por minas terrestres e depois atacada com tiros por um grupo de cerca de cinquenta soldados leais à UTI em 19 de novembro de 2006, perto de Berdaale, 50 quilômetros (30 milhas) a oeste de Baidoa. Seis etíopes foram mortos no ataque. Dois caminhões etíopes queimaram e dois foram capotados. 
Em 8 de dezembro de 2006, combatentes da União dos Tribunais Islâmicos entraram em confronto com as forças do governo somali, supostamente em cooperação com as tropas etíopes. Sharif Sheikh Ahmed, chefe dos tribunais islâmicos, disse a uma multidão em Mogadíscio que a luta começou em Dinsor, no sul, e pediu a todos os somalis que "se levantem e derrotem os inimigos". Outro oficial disse que tropas etíopes bombardearam a cidade de Bandiradley. O vice-ministro da Defesa do governo da Somália, Salat Ali Jelle, confirmou os combates, mas negou que tropas etíopes estivessem envolvidas. O governo etíope negou repetidas afirmações de que suas tropas estavam combatendo ao lado de milícias do governo somali. Testemunhas na aldeia Dagaari, perto de Bandiradley, disseram que viram centenas de soldados e tanques etíopes tomarem posições perto da cidade com milicianos da região semiautônoma do nordeste de Puntland.
Em 13 de dezembro, um relatório da Reuters informou que a UTI afirmou que 30 000 soldados etíopes estavam envolvidos na Somália, enquanto 4 000 combatentes estrangeiros estavam envolvidos no lado da UTI. A Etiópia negou ter outras tropas além de "conselheiros militares" presentes.

## Eventos importantes

### 2006

Mapa dos avanços iniciais da Etiópia em dezembro de 2006.

A intervenção militar etíope começou oficialmente pouco depois de 20 de julho de 2006, quando as tropas etíopes, apoiadas pelos Estados Unidos, invadiram a Somália para apoiar o Governo Federal de Transição na cidade de Baidoa. Subsequentemente o líder da UCI, o xeique Hassan Dahir Aweys, declarou: "A Somália está em estado de guerra, e todos os somalianos devem participar desta resistência contra a Etiópia". No dia 24 de dezembro daquele ano a Etiópia declarou que passaria a combater ativamente a UCI.
O fraco e frágil Governo Federal de Transição da República da Somália havia tomado a decisão impopular de solicitar a Etiópia que interviesse na Somália. Segundo o primeiro-ministro da Etiópia, Meles Zenawi, o país teria entrado no conflito por sofrer uma ameaça direta às suas fronteiras. "As forças de defesa etíopes foram obrigadas a entrar em guerra para proteger a soberania da nação", disse. "Não estamos tentando instalar um governo para a Somália, nem temos a intenção de interferir com os assuntos internos da Somália. Apenas fomos forçados pelas circunstâncias".
A UCI, que controlava as áreas litorâneas do sul da Somália, entrou em combate com as forças do GFT da Somália e dos governos autônomos regionais da Puntlândia e de Galmudug, todos apoiados por tropas etíopes. O início das batalhas mais intensas ocorreu em 20 de dezembro com a Batalha de Baidoa, ocorrida após o decorrer de um prazo de uma semana imposto pela UCI para que a Etiópia se retirasse da Somália. A Etiópia, no entanto, se recusou a abandonar suas posições em torno da capital provisória do GFT, em Baidoa.
Em 23 de dezembro de 2006 tem início a Batalha de Bandiradley, quando Puntland e as forças etíopes, junto com o senhor da guerra Abdi Qeybdid, lutaram contra as milícias da UTI que defendiam Bandiradley. Os combates expulsaram os islamistas de Bandiradley e cruzaram a fronteira ao sul para o distrito de Adado, região de Galgadud, em 25 de dezembro.
Em 24 de dezembro, a intervenção direta etíope no conflito em apoio ao GTF foi confirmada pelo governo da Etiópia.
Em 26 de dezembro de 2006, o enviado das Nações Unidas à Somália pediu o fim dos combates, e o Presidente do Conselho de Segurança das Nações Unidas propôs um projeto de declaração pedindo um cessar-fogo imediato e a retirada de todas as forças internacionais, especificando as tropas etíopes. Os Estados Unidos, a Grã-Bretanha, a França e a Rússia se opuseram à declaração, dizendo que as negociações de paz e um acordo eram necessários antes que as tropas pudessem se retirar. O presidente da UTI, Sharif Sheikh Ahmed, disse a repórteres que as milícias do grupo estavam recuando e pediu aos Estados Unidos e outros países que se manifestem contra a agressão da Etiópia.
No dia seguinte, os principais líderes da União dos Tribunais Islâmicos, incluindo Hassan Dahir Aweys, Sharif Sheikh Ahmed e Abdirahman Janaqow, renunciaram e a organização foi dissolvida. 
Em 29 de dezembro, depois de diversas batalhas bem-sucedidas, as tropas governamentais e etíopes entraram na capital do país, Mogadíscio, com relativa facilidade. Embora o fato só tenha sido divulgado posteriormente, um pequeno grupo de forças especiais norte-americanas acompanhou as tropas governamentais e da Etiópia depois do colapso e da retirada da UCI, para dar auxílio militar e localizar militantes da Al-Qaida.

### 2007
Os eventos militares em janeiro de 2007 se concentraram na parte sul da Somália, principalmente a retirada das forças islamistas de Kismayo e sua perseguição por meio de ataques aéreos etíopes no distrito de Afmadow, concomitante à Batalha de Ras Kamboni. Durante esta batalha, os Estados Unidos lançaram um ataque aéreo conduzido por uma aeronave de combate AC-130 contra membros suspeitos da Al-Qaeda. Um segundo ataque aéreo foi feito após a batalha no final de janeiro de 2007.
Em 5 de janeiro de 2007, o Presidente Abdullahi Yusuf Ahmed pediu “a aplicação imediata do envio de uma força de paz africana” em seu país, durante a reunião em Nairóbi (Quênia) do Grupo de Contato Internacional para a Somália. Para tal, confia "nas bases" da resolução 1725, que autoriza o envio de uma "missão de proteção e formação na Somália" pelos Estados-membros da União Africana e da Autoridade Intergovernamental para o Desenvolvimento (IGAD, que reúne a Somália, Etiópia, Quênia, Uganda, Sudão, Eritreia e Djibouti) para "proteger os membros das instituições federais transitórias", treinar suas forças de segurança e "monitorar o progresso feito pelas instituições federais transitórias e pela União dos Tribunais Islâmicos na aplicação dos acordos resultantes" da declaração de Cartum de setembro de 2006. Além disso, a resolução “endossa as disposições do plano de implantação da IGAD segundo as quais os Estados que fazem fronteira com a Somália não enviariam tropas para aquele país", excluindo efetivamente as forças etíopes.
Igualmente, as Nações Unidas declararam que diversos países árabes, como a Líbia e o Egito, também estavam apoiando a UCI pelo fornecimento de armas, assim com a Eritreia.
Os países da África Oriental e observadores internacionais temiam a ofensiva etíope pode levar a uma guerra regional, envolvendo a Eritreia, que tem uma relação complexa com a Etiópia e o qual a Etiópia afirma ser um apoiante da UCI. O governo eritreu negou repetidamente qualquer envolvimento, apesar das afirmações etíopes em contrário.
Em janeiro de 2007, a Etiópia afirmou que retirar-se-ia "dentro de algumas semanas". Mas a retomada dos combates em Mogadíscio, que caiu para dos insurgentes, levou à retenção do exército etíope. Em março-abril de 2007, os combates contra os islamistas resultam no governo de transição, apoiado pela Etiópia, saindo vitorioso. A batalha também produz um grande êxodo da população da cidade. A própria capital sofreu muito com os tiros de artilharia trocados entre os beligerantes.
As primeiras tropas da Missão da União Africana na Somália (AMISOM), com a tarefa de facilitar a reconstrução do exército somali, chegaram à Somália em março de 2007. A AMISOM estabeleceu uma pequena área de proteção em Mogadíscio, em torno do aeroporto e do porto, e começou a manter negociações discretas com os principais participantes.
Uma conferência de “reconciliação nacional” em Mogadíscio reuniu sem sucesso mais de mil senhores da guerra e representantes de clãs em julho de 2007. A recusa dos islamistas em participar dela efetivamente a privou de qualquer significado. Em setembro, durante uma reunião na Eritreia, líderes da oposição ao governo apoiado pela Etiópia uniram forças com os chefes dos tribunais islâmicos para formar a Aliança para a Relibertação da Somália (ARS). Além do chefe da União dos Tribunais Islâmicos, Hassan Dahir Aweys, e do moderado Sharif Ahmed, a coalizão inclui Sharif Hassan Sheikh Aden, o ex-presidente do Parlamento de Transição, e Hussein Farrah Aidid, fundador do Conselho de Reconciliação e Restauração da Somália, formado em 2001 para se opor às instituições federais de transição, que Farrah acusou de abrigar islamistas. 
Em dezembro de 2007, os islamistas expulsaram as tropas etíopes da base militar de Guriel e passaram a controlá-la depois disso. A Etiópia tinha uma grande base militar lá para proteger a estrada que ligava os dois países. Ao mesmo tempo, as forças insurgentes continuaram avançando em direção à importante cidade portuária de Kismayo e haviam assumido o controle de cerca de metade da cidade portuária, aproximadamente metade dos distritos de Mogadíscio, e totalizando cerca de 80% de seus antigos territórios, deixando o governo apoiado pelos etíopes na mesma situação precária de Baidoa no início de 2007. Assim, no final de dezembro de 2007, havia mais de 700 000 deslocados internos e 6 000 civis foram mortos em Mogadíscio. As Nações Unidas disseram que era a pior crise humanitária de todos os tempos na África. O governo alegou que os rebeldes estavam se reagrupando, mas o governo etíope refutou essa alegação.

### 2008
Em fevereiro de 2008, os insurgentes do grupo Al-Shabaab, anteriormente ativos com ataques terroristas em Mogadíscio, ocuparam a cidade de Dinsor, no sul, ameaçando chegar a Baidoa, a sede do Parlamento. No final de maio, após capturar as duas cidades perto de Kismayo, os insurgentes concordaram em não atacar Kismayo, uma cidade governada por milícias do clã que participaram da invasão etíope. Uma nova corte islâmica foi aberta em Jowhar, a 90 km da capital Mogadíscio.
Em 3 de março de 2008, os Estados Unidos lançaram um ataque aéreo na cidade somali de Dhoble. As autoridades estadunidenses afirmaram que a cidade era mantida por extremistas islâmicos e também foi relatado que Hassan Turki estava na área. Outro ataque aéreo ocorreu em 1 de maio em Dhusamareb, matando o líder do Al-Shabaab Aden Hashi Farah junto com outro alto comandante e vários civis; no entanto, esses ataques não fizeram nada para desacelerar a insurgência. .
Em 31 de maio, representantes do governo federal de transição concordaram em participar, com a mediação do Enviado Especial da ONU para a Somália, Ahmedou Ould-Abdallah, das negociações de paz em Djibouti, com a Aliança para a Relibertação da Somália. Em 18 de agosto, o acordo de Djibouti foi formalmente assinado, estabelecendo uma trégua de 90 dias e prevendo a retirada das forças etíopes em troca do fim das hostilidades. Pelo acordo o parlamento seria dobrado de tamanho para incluir 200 representantes da aliança de oposição e 75 representantes da sociedade civil. Um novo presidente e primeiro-ministro seriam eleitos pelo novo parlamento e uma comissão para investigar os crimes de guerra seria estabelecida. Uma nova constituição também foi acordada para ser redigida em breve. Desta forma, uma nova coalizão de governo foi formada em Mogadíscio, que incluía uma parte da GFT, ou seja, a oposição ao Presidente Yusuf Ahmed, e a facção moderada, liderada por Sharif Sheikh Ahmed, que obteve legitimidade institucional ao aderir a ARS.
Mas, a partir de 20 de agosto, o grupo al-Shabaab tomou Kismayo, a terceira maior cidade do país, localizada ao sul, perto da fronteira do Quênia, e ali estabeleceu a sharia em sua versão mais radical. Os islamistas também destruíram locais religiosos (cristãos e sufistas).
No início de dezembro de 2008, a Etiópia anunciou que retiraria suas tropas da Somália em breve, e mais tarde declarou que primeiro ajudaria a garantir a retirada das forças de manutenção da paz da AMISOM do Burundi e de Uganda antes da retirada. Isso foi visto como uma pressão adicional sobre as Nações Unidas para fornecer manutenção da paz.

### 2009
Em janeiro de de 2009, as tropas etíopes se retiraram da Somália na sequência de uma insurgência de dois anos. Enquanto o governo etíope afirmava que a missão estava cumprida em seu esforço para dar assistência ao GFT em Mogadíscio para liderar um governo de coalizão, muitos consideraram a intervenção da Etiópia como um fracasso, dado o rápido avanço dos islamistas após a retirada etíope. Alguns, como o vice-prefeito de Mogadíscio Abdelfatah Shaweye, disseram que a intervenção etíope foi fundamental para o estabelecimento de um governo internacionalmente reconhecido na capital. No entanto, a maior parte do território que ficou sob o controle do novo governo ARS-GFT era controlado pela ala moderada da insurgência, a ARS, composta em sua maioria por ex-membros da União dos Tribunais Islâmicos. O fim da intervenção etíope levou à perda de território e eficiência do GFT. O al Shabaab, que se separou da UCI e rejeitou o acordo de paz, continuou a tomar territórios, incluindo Baidoa. Outro grupo islâmico, Ahlu Sunna Waljama'a, que é aliado ao governo de transição e apoiado pela Etiópia, continuou a atacar al Shabab e tomar cidades também.
Após o Parlamento empossar 200 autoridades da oposição islamita moderada, Sheikh Ahmed foi eleito presidente do GFT em 31 de janeiro de 2009 após a renúncia de Abdullahi Yusuf Ahmed no mês anterior e um governo de unidade conjunta da ARS-GFT. Sharif Sheikh Ahmed, prometeu "forjar a paz com os vizinhos do leste da África, combater a pirataria costeira desenfreada e conter os insurgentes linha-dura".  Analistas disseram que "Sharif Sheikh Ahmed tinha uma possibilidade real de reunir os somalis, dadas suas raízes islâmicas, o apoio do parlamento e um sentimento em nações ocidentais antes hostis de que agora ele deveria ter a chance de tentar estabilizar a nação do Chifre da África".
Depois disso, os radicais islâmicos do al Shabab acusam o novo presidente do GFT de aceitar o governo de transição secular e continuam a guerra civil desde que ele chegou ao palácio presidencial em Mogadíscio.

## Forças envolvidas
As forças envolvidas são difíceis de calcular devido a muitos fatores, incluindo a falta de organização formal ou manutenção de registros e reivindicações que permaneceram mascaradas pela desinformação. Durante os meses que antecederam a guerra, a Etiópia sustentou que tinha apenas algumas centenas de conselheiros no país. No entanto, relatórios independentes indicaram muito mais tropas. De acordo com a BBC, "as Nações Unidas estimaram que pelo menos mais de 9 000 soldados etíopes podem estar no país", enquanto a AP sugere o número mais próximo de 12-15 000, enquanto a rival regional Eritreia foi acusada de enviar cerca de 2 000 soldados em apoio ao grupo islâmico.
Além disso, o Governo Federal de Transição da República da Somália alegou que havia mais de 8 000 jihadistas estrangeiros combatendo a favor dos islamistas, que fizeram um apelo mundial aos mujahideen muçulmanos para ir a Somália e lutar por sua causa.
Em 8 de janeiro de 2007, os Estados Unidos intervieram diretamente na guerra, bombardeando supostos esconderijos da Al-Qaeda e da União dos Tribunais Islâmicos.

### Envolvimento da Frente de Libertação Nacional de Ogaden
Em 28 de novembro de 2006, a Frente de Libertação Nacional de Ogaden (FLNO) afirmou que não permitiria que tropas etíopes entrassem na Somália a partir de seus territórios. Em 23 de dezembro, a FLNO alegou ter atacado uma coluna etíope perto de Baraajisale indo para a Somália, destruindo quatro de vinte veículos, causando baixas e levando o comboio a voltar.  Nenhuma fonte independente confirmou o ataque.
Em 10 de janeiro de 2007, a ONLF condenou a entrada da Etiópia na guerra da Somália, afirmando que a invasão da Somália por Meles Zenawi demonstrou que seu governo tinha sido um participante ativo no conflito somali com uma agenda clara destinada a minar a soberania da Somália. Em 15 de janeiro, rebeldes da FLNO atacaram soldados etíopes em Kebri Dahar, Gerbo e Fiq. Cinco soldados etíopes e um rebelde foram relatados como mortos.

## Alegações de crimes de guerra
A força de cerca de 3.000 soldados etíopes enfrentou acusações de crimes de guerra por grupos de direitos humanos. O Governo Federal de Transição que os convidou também foi acusado de abusos de direitos humanos e crimes de guerra, incluindo assassinato, estupro, agressão e pilhagem por grupos de direitos humanos.
Em seu relatório de dezembro de 2008 'So much to Fear', a Human Rights Watch alertou que, desde que os etíopes intervieram em 2006, a Somália estava enfrentando uma catástrofe humanitária em uma escala nunca vista desde o início dos anos 1990. Também acusaram o Governo Federal de Transição de aterrorizar os cidadãos de Mogadíscio e os soldados etíopes por aumentar a criminalidade violenta. 
De 2006 a 2009, os islamistas promoveram uma limpeza religiosa de cristãos somalis, visando erradicar a pequena comunidade cristã na Somália, principalmente ítalo-somalis, e arrasar os edifícios de culto cristão. A comunidade cristã representa aos olhos dos jihadistas armados como uma fonte de ocidentalização e de espionagem a serviço dos estrangeiros, especialmente da inteligência etíope.

## Consequências
Um relatório de 2010 publicado no Accord Issue 21 intitulado Endless War afirma que:
Os três anos de 2006-2008 foram catastróficos para os somalis. A ocupação militar, a violenta insurgência, o aumento do jihadismo e o deslocamento massivo da população reverteram o progresso político e econômico incremental alcançado no final da década de 1990 no centro-sul da Somália. Com 1,3 milhão de pessoas deslocadas pelos combates desde 2006, 3,6 milhões de pessoas precisando de ajuda alimentar emergencial e 60 mil somalis por ano fugindo do país, a população do centro-sul da Somália enfrenta a pior crise humanitária desde o início dos anos 1990.

### Vítimas e deslocamento
Em dezembro de 2008, a Elman Peace and Human Rights Organisation  disse ter verificado que 16 210 civis foram mortos e 29 000 feridos desde o início da guerra em dezembro de 2006. Em setembro daquele ano 1,9 milhão de deslocados apenas civis de casas em Mogadíscio durante o ano de 2007 foram documentados.

### AMISOM
Em 20 de fevereiro de 2007, o Conselho de Segurança das Nações Unidas autorizou a União Africana a enviar uma missão de manutenção da paz. O objetivo da missão de manutenção da paz era apoiar um congresso de reconciliação nacional na Somália. O componente militar consiste em tropas retiradas de Uganda, Burundi, Djibouti, Quênia e Etiópia que são implantadas em seis setores que cobrem o sul e o centro da Somália.

### Acordo de Djibouti e governo de coalizão
O primeiro-ministro Nur Hassan Hussein, do governo de transição, e o xeique Sharif Sheikh Ahmed, do grupo de oposição Aliança para a Relibertação da Somália (ARS), assinaram um acordo de divisão de poder em Djibuti, intermediado pelas Nações Unidas. Segundo o acordo, as tropas etíopes retiraram-se da Somália, dando suas bases ao governo de transição, às forças de paz da União Africana e aos grupos islâmicos moderados liderados pela ARS. Após a retirada da Etiópia, o governo de transição expandiu seu parlamento para incluir a oposição e elegeu o xeique Sharif Sheikh Ahmed como seu novo presidente em 31 de janeiro de 2009.

### Renúncia de Yusuf Ahmed e eleição para a presidência de Ahmed Sharif
Diante da retirada das tropas etíopes da Somália e da consolidação das forças rebeldes no sul, o presidente Abdullahi Yusuf Ahmed viu-se pressionado pela falta de fundos e recursos humanos, pelo embargo internacional de armas que dificultou a reconstrução de uma força de segurança nacional, e a indiferença da comunidade internacional, pela sobrecarga do governo regional autônomo de Puntland por enviar novas tropas para Mogadíscio e no sul, privando assim Puntland, que se tornou vulnerável a ataques de piratas e dos terroristas. 
Em 14 de dezembro de 2008, o presidente do governo de transição Abdullahi Yusuf Ahmed forçou seu primeiro-ministro Nur Hassan Hussein a renunciar, gerando protestos da Presidência do Conselho da União Europeia. Após esses conflitos internos no governo de transição, o próprio presidente renunciou em 29 de dezembro de 2008.
Em um discurso ao Parlamento, transmitido pela Rádio Nacional, o Presidente Yusuf Ahmed anunciou sua renúncia, lamentando não ter cumprido o mandato de seu governo para encerrar a guerra civil na Somália  e acusando a comunidade internacional de não ter apoiado adequadamente os esforços desenvolvidos neste sentido.
O islamista moderado Sharif Ahmed, que foi presidente da União dos Tribunais Islâmicos, foi eleito no final de janeiro de 2009 por parlamentares somalis reunidos em Djibouti. Ele venceu Maslah Mohamed Siad Barre, filho de Mohamed Siad Barre, e o ex-primeiro-ministro Nur Hassan Hussein.

### Continuação da Guerra Civil Somali
A retirada das tropas etíopes e a eleição da nova liderança islâmica no início de 2009 não trouxe uma conclusão a Guerra Civil Somali. Os combates se transformaram em uma luta entre as facções islamistas de linha dura e as facções mais moderadas dentro do governo. O envolvimento da Etiópia passou a ser limitado.
A Etiópia retirou suas tropas da Somália deixando um contingente da Missão da União Africana na Somália composto de apenas 3 400 soldados de Burundi e Uganda, notavelmente sem pessoal para ajudar o frágil governo federal somali. Já em fevereiro de 2009, vários grupos islamistas se fundiram dentro do Hizbul Islam e declararam guerra ao governo de Sharif Ahmed. Essa coalizão inclui a ala mais radical da Aliança para a Relibertação da Somália, liderada por Hassan Dahir Aweys, um dos líderes radicais da União dos Tribunais Islâmicos, Hassan Abdullah Hersi al-Turki, outro comandante da União dos Tribunais Islâmicos e Chefe das Brigadas Ras Kamboni e o grupo Muaskar Anole. Essa nova coalizão, junto com o grupo al-Shabaab, continuaram a luta armada sem reconhecer a legitimidade do governo federal somali.
Após a retirada da Etiópia da Somália, a metade sul do país rapidamente caiu nas mãos dos rebeldes islâmicos radicais. A sharia foi, portanto, aplicada em áreas sob o controle de milícias do Al Shabaab. 

### Envolvimento etíope continuado
Apesar do Acordo de Djibouti, tem havido um envolvimento militar contínuo do exército etíope na Somália. Sharif Sheikh Ahmed continuou a fazer campanha pela retirada das forças etíopes. Em maio de 2020, o Fórum para os Partidos Nacionais, que ele lidera, descreveu a presença de tropas etíopes não pertencentes à AMISOM na Somália como:
Um desrespeito flagrante pelo acordo de longa data entre a República Federal da Somália e os países contribuintes de tropas da AMISOM, que define claramente o âmbito da missão de manutenção da paz da União Africana no nosso país.
A carta continuava acusando o governo etíope de "intervir nas próximas eleições parlamentares e presidenciais federais e intimidar os grupos de oposição em todo o país". Também responsabilizava o Representante Especial do Presidente da Comissão da União Africana para a Somália, Embaixador Francisco Madeira, por não só não ter garantido a retirada das tropas etíopes não pertencentes à AMISOM, mas também por ter trabalhado em conluio com elas para interferir nas eleições do Sudoeste em 2018 e eleição de Jubaland em agosto de 2019.
Em 13 de novembro de 2020, a Bloomberg relatou que a Etiópia retirou milhares de soldados da Somália e os realocou para ajudar o governo etíope na Guerra do Tigray.